# Sveriges Hundungdom
Sveriges Hundungdom är en hundsportorganisation och ungdomsorganisation bildad 1975. Organisationen fungerar som ungdomsförbund åt Svenska Kennelklubben och Svenska Brukshundklubben. Förbundet bildades med grund i lokala brukshundklubbars ungdomssektioner. Verksamheten består bland annat av utbildning, träning, tävlingar och läger.
Sveriges Hundungdom är främst till för ungdomar mellan 6 och 25 år. Sveriges Hundungdom är Svenska Kennelklubbens (SKK:s) ungdomsförbund.

## Historik
När Sveriges Hundungdom bildades 1975 fanns ingen speciell organisation för unga hundintresserade människor i Sverige, förutom Svenska Brukshundklubben (SBK) som på flera av sina lokalklubbar hade ungdomssektioner, och även hade ett ungdomsmedlemskap. Det var staten som lade grunden till att en fristående ungdomsorganisation bildades. Staten krävde att vissa saker skulle uppfyllas för att betala ut ekonomiska bidrag. Då Svenska Brukshundklubben redan hade bra utbyggd organisation med lokalklubbar och distrikt gjorde man på många håll så att de tidigare ungdomssektionerna blev egna lokalklubbar under namnet SBK-U. Men förbundet var inte bara SBK:s ungdomsförbund, därför ändrades namnet 1984 till Sveriges Hundungdom.

## Central organisation
Sveriges Hundungdom har idag ungefär 8 000 medlemmar fördelade över cirka 60 lokalklubbar. Högsta beslutande organ är Representantskapsmötet. På "Repskapet" i september varje år träffas representanter för klubbarna och distrikten som bland annat väljer styrelse - Ungdomsrådet. Ungdomsrådet utser i sin tur centrala kommittéer och projektgrupper som ansvarar för olika saker som kursverksamhet, PR med mera.
På centralkansliet finns anställd personal som sköter det administrativa arbetet på central nivå och ger service till klubbar, distrikt och medlemmar.
Sveriges Hundungdom är liksom ett flertal andra specialklubbar (till exempel SBK, SvTeK och SSRK) under Svenska Kennelklubben som är en så kallad "paraplyorganisation".
1991 infördes "ungdomsmedlemskapet" som innebär att alla Sveriges Hundungdoms medlemmar, som är under 18 år, får ett medlemskap på köpet i en vuxenklubb. Dessutom blir alla våra medlemmar till och med det år de fyller 18, automatiskt medlemmar i en SKK Länsklubb. Idag är det glädjande nog större delen av de specialklubbarna vi har samarbetsavtal med, som godkänner ungdomskapet för medlemmar upp till 25 år.
Sveriges Hundungdom har också ett samarbetsavtal med SBK som innehåller regler om alla ungdomsmedlemmars rätt att delta i kurser och tävlingar.
Ungdomsrådet UR är föreningens styrelse.

## Distrikt
Sveriges Hundungdoms klubbar är indelade i distrikt. Distrikten anordnar aktiviteter. Distriktet styrs av distriktsstyrelsen och högsta beslutande organ är distriktsårsmötet. Sveriges Hundungdom har för närvarande ett aktivt distrikt.

## Lokalklubbar
Den största verksamheten inom lokalklubbarna är olika aktiviteter med hund, till exempel grund- och fortsättningskurser, träningar och tävlingar. Men många andra typer av aktiviteter finns också, som agility, flyball, läger, ledarutbildningar och studiebesök. För att få det att gå ihop ekonomiskt ordnar klubbarna till exempel kurser, aktiviteter och tävlingar av olika slag. Det finns också ett antal olika bidrag att söka. Klubben styrs av en klubbstyrelse. Klubbens högsta beslutande organ är årsmötet.